# Oscar Otranto
Oscar Roberto Otranto (Buenos Aires, Argentina; 23 de marzo de 1946-San Miguel, Buenos Aires, Argentina; 29 de mayo de 2018) fue un periodista y político argentino.

## Carrera

### Carrera periodística
Otranto se hizo conocido en el medio artístico desde 1979 tras ser parte del personal periodístico del noticiero 60 minutos de Horacio Larrosa, junto con Fernando Bravo, Lucho Avilés, Betty Elizalde, María Larreta, Silvia Fernández Barrio, Mónica Gutiérrez, Alicia Infante, José Gómez Fuentes, Nicolás Kasanzew, Pola Graciela Ferman, Leonardo Shocrón y Enrique Alejandro Mancini. Oscar renunció dos días antes del conflicto de la Guerra de las Malvinas por desacuerdos con Larrosa.
Perteneció a la camada de periodistas como Ramón Andino, Lucho Avilés, Andrés Percivale, Daniel Mendoza, Juan Alberto Badía Juan Carlos Pérez Loizeau, Mariano Grondona, René Jolivet, Víctor Hugo Morales, entre muchos otros.[cita requerida]
En televisión también trabajó en otros ciclos periodísticos como Sábado de todos, Teledós Informa segunda edición y El invitado. En El pueblo quiere saber entrevistó a José Marrone, Adrián Martel, entre otros.
En Radio puso su voz a emisoras como Radio Del Plata, Radio Buenos Aires y Radio 10.

### Carrera política
En 2007 compitió para la intendencia del municipio bonaerense de San Miguel con el sello de Sociedad Justa (Roberto Lavagna-Gerardo Morales). Esas elecciones las ganó Joaquín de la Torre. Otranto salió en quinto lugar con 7700 votos y al año siguiente fue candidato a vicepresidente del Partido Justicialista (PJ) con Franco La Porta como presidente. Esa lista salió tercera, atrás de Aldo Rico y de De la Torre.También tuvo un paso por el PRO.

## Vida privada y fallecimiento
Estuvo casado desde 1975 hasta 1981 con la actriz y vedette argentina Gogó Rojo, hermana de la también vedette Ethel Rojo. Según supo contar Rojo: 

"Me había enamorado de él y concentré, desde un primer momento, muchas expectativas que, finalmente, no se cumplieron. Él me abandonó y sufrí una enorme decepción que se agravó cuando supe que había embarazado a la hija de un funcionario de ese canal. Realmente quedé muy mal y tuve que reponerme de un estado depresivo que me había golpeado de una manera muy dura. Estuve atendida por un psiquiatra y pude salir a flote con gran esfuerzo”.

Luego contrajo matrimonio con Andrea Suárez de 1990 hasta su muerte. Con ella tuvo a sus cinco hijos: Nicolás, Gino, Federico, Julia y Cristóbal Otranto.
Oscar Otranto falleció el martes 29 de mayo de 2018 víctima de una larga enfermedad a los 72 años de edad.

## Radio
- 1986-1987: La mañana de Radio Buenos Aires (Radio Buenos Aires), junto a Raúl Urtizberea, Carlos Burone, Silvia Fernández Barrio y Oscar del Priore
- 1999-2000: Somos así (Radio 10)

## Televisión
- 1979-1982: 60 minutos, junto a José Gómez Fuentes, Betty Elizalde, Silvia Fernández Barrio, María Larreta, Nicolás Kasanzew, Leonardo Shocrón y Enrique Alejandro Mancini.
- 1982: Sábado de todos, junto a Juan Alberto Badía y Silvia Fernández Barrio.
- 1983-1986: Buenas Noches, Argentina, junto a Daniel Mendoza, Sergio Villarruel, Tito Biondi, Bernardo Neustadt, Pancho Ibáñez, Tico Rodríguez Paz, Guillermo Aronín, Rodolfo Pousá, Carlos Asnaghi, Dolores Pardo, Ernesto "Kuky" Misray, Alberto "Papucho" Ledesma, Jorge Jacobson, Edgardo Mesa, Carlos Alberto Ingrassia, Leo Gleizer, Enrique Larrousse, Roberto Maidana, Magdalena Ruiz Guiñazú, Bibiana Billino, Julio Bazán, Leonardo Panetta, Mario Nacinovich, Gustavo Tinetti, Osvaldo Granados, Horacio Galloso, entre otros.
- 1986: Telemóvil Latinoamericano, por Canal 13, junto a María Laura Santillán, María Elena Schiariti, Carolina Perín, Adriana Bertolino, Alicia Monserrat, Marcelo Pérez Cotten, Jorge Jacobson y Enrique Masllorens.
- 1987-1988: Teledós Informa segunda edición, junto a Juan Carlos Pérez Loizeau, Bernardo Neustadt, Horangel, María Laura Santillán, Jorge Jacobson, Humberto "Tito" Biondi, Guillermo Aronín, Fanny Mandelbaum, Nicolás Kasanzew, Daniel Hadad, Rolando Vera, Sandra Jacobson, Mario Markic, Rodolfo Pedraza, Jorge Pizarro y Juan Pablo Chiprota.
- 1988: El pueblo quiere saber, junto a Lucho Avilés
- 1991-1993: ATC 24, junto a Silvia Fernández Barrio, José Gómez Fuentes, Tico Rodríguez Paz, Osvaldo Granados, Guillermo Cánepa, Chiche Almozny, Bibiana Billino, Lidia Galarza, Martha Perín, José Luis Rodríguez Pagano, Gabriela Castaño, Félix Arnaldo, Guillermo Aronín, Ana Sol Vogler, Leila Aidar.
- 1992: Panorama 24 (el día en media hora), junto a Ana Sol Vogler y Leila Aidar
- 1994-1998: Somos así
- 2000-2002: Mañana y Media, junto a Rosario Lufrano.
- 2002-2004: CVN a la Mañana, junto a Marcelo López, Fernando Alonso y Denise Pessana.
- 2004: Aunque usted no lo viera[5]
- 2008: El invitado, en el canal provincial de Telered.